# إرينمين
Irminism (الألمانية: Irminenschaft أو Irminenreligion) هو تيار من الفلسفة القائمة على التصوف الجرماني. معظم المعلومات التي لدينا عن إرينمين اليوم تأتي من كتابات كارل ماريا ويليجوت، الذي كان قدامى المحاربين النمساويين في الحرب العالمية الأولى وضابط في قوات الأمن الخاصة قبل اندلاع الحرب العالمية الثانية. كجزء من منصبه، عمل كمستشار روحي لهينريش هيملر، الذي أدمج تعاليم ويليجوت في طقوس قوات الأمن الخاصة. في تصور ويليجوت، تم إنشاء الكون من خلال كائن علوي أطلق عليه اسم "Got" أو "Gotos" (الذي سأشير إليه من الآن فصاعدا ببساطة باسم "الله") وأن Teutons القديمة كان لديه panentheistic ("كل ما بداخل الله") ") تصور الكون، على عكس الشرك (" عدة آلهة "). نسب ويليجوت اكتشاف هذه الحقيقة إلى "تيوت" (ربما اسم آخر لتويستو) وادعى أنه ورث هذا التقليد من جده. امتد هذا التقليد إلى العصر الحجري الحديث المتأخر، عندما دخل الآريون أوروبا الوسطى. وفقًا لويليجوت، صلى توتون القدماء فقط لله ولأسلافهم، وأن هذا قد أخطأ من قبل المسيحيين بسبب عبادة الأصنام، لأن الإغريق والرومان كان لديهم تقليد من الشرك الصعب وينظرون إلى آلهتهم ككائنات منفصلة.
أدى التراجع اللاحق في المجتمع الأوروبي إلى ما نعرفه اليوم باسم «العصر الحديدي»، عندما بدأ الشرف في التلاشي وظهور سياسات مثل الجمهورية الرومانية وقهر شعوب مثل الغالس، الذين على الرغم من شجاعتهم في المعركة، أصبحوا منحطون وتقاتلو فيما بينهم. ومع ذلك، فإن الألمان شرق نهر الراين (الذين امتدوا جنوبًا من الدول الاسكندنافية في بداية العصر الحديدي) وشعوب أخرى مثل Picts احتفظو بتقاليدها ضد الزحف الأجنبي، وهكذا تمكنوا من صد الرومان جيدا بما فيه الكفاية. لسوء الحظ، أدى التفاعل بين الألمان والرومان على الحدود إلى تبني الممارسات الثقافية الرومانية، وهكذا بحلول القرن الخامس الميلادي، كان «ووتانسفولك» قد خصصوا اكسترنشتاينه المذكور سابقًا لطقوسهم الخاصة. لذلك، أعتقد أن التغييرات في الممارسة الدينية منذ العصر البرونزي المتأخر وما بعده هي التي ساعدت على تمهيد الطريق أمام تنصير الشعوب الأوروبية. ومع ذلك، كان تحويل قوم توتوني صعباً بالفعل، وكانوا بطيئين في قبول المسيحية بسبب طبيعتها العنيدة وعدم التعرض للدين المنظم. لسوء الحظ، أدى فقدان الإشارات إلى الله في الأساطير التوتونية إلى امتلاء هذا الفراغ من قبل «الإله» اليهودي المسيحي، لأن النبلاء على وجه الخصوص ربما أصبحوا ينظرون إلى المسيحية أكثر من ووتانسفولك لهذا السبب.